# Häselgehr
Häselgehr é um município da Áustria, situado no distrito de Reutte, no estado do Tirol. Tem 50,52 km² de área e sua população em 2019 foi estimada em 686 habitantes.